# 메뚜기 은하
메뚜기 은하(영어: The Grasshopper)는 살쾡이자리에 위치한, 할튼 아르프의 특이 은하 목록에 있는 상호작용은하이다. 현재 형태는 꼭 메뚜기가 뛰는 장면을 상상케 한다 하여 이런 이름이 붙었다고 한다.

## 같이 보기
- 폭발적 항성 생성 은하